# Fußpunkt

Fußpunkt eines Lotes auf einer Geraden

In der Geometrie bezeichnet man als Fußpunkt eines Lotes von einem Punkt auf eine Gerade oder eine Ebene immer denjenigen Punkt, in dem das Lot die Gerade bzw. die Ebene trifft.
In der visuellen Wahrnehmung haben Fußpunkte eine nicht geringe Bedeutung. Auf einer vor dem Betrachter liegenden Ebene erscheinen Fußpunkte verschieden weit entfernter Objekte in verschiedener Höhe. Insbesondere lassen sich gleiche Entfernungen leicht erkennen.
Nicht erkennbare Höhenunterschiede des Geländes können scheinbar gleiche oder auch verschiedene Fußpunktlagen der Objekte vortäuschen mit der Folge von Größentäuschungen.
Im Horizontsystem wird der dem Zenit gegenüberliegende Fußpunkt als Nadir bezeichnet.